# 미믹 2
《미믹 2》(영어: Mimic 2)는 미국에서 제작된 존 더서곤잭 감독의 2001년 SF 공포 스릴러 영화이다. 1997년 영화 《미믹》의 속편이다. 앨릭스 커롬제이 등이 출연하였고, 마이클 레이히 등이 제작에 참여하였다.

## 줄거리
첫 번째 영화의 사건으로부터 4년 후, 세 남자가 끔찍하게 훼손된 채(얼굴이 제거됨) 뉴욕시의 고압선에 매달려 있는 것이 발견되자, 형사 클라스키(브루누 캄푸스)는 연결고리를 찾아낸다. 그 남자들 각각은 도심 고등학교의 교사인 곤충학자 레미(알릭스 코롬제이)를 알고 있었다. 클라스키는 레미를 살인 사건의 유력한 용의자로 간주하지만, 레미를 쫓아다니던 변신 생물을 직접 목격하기 전까지는 믿지 못한다. 그 생물은 지능적인 돌연변이 곤충으로, 이전 희생자의 얼굴을 하고 있으며 레미와 짝짓기를 원한다.
클라스키, 레미, 그리고 그녀의 학생 두 명은 생물이 그들을 추적하면서 학교 안에 갇히게 된다. 레미는 떨어져 나와 생물과 마주치는데, 생물은 그녀를 해치지 않고 오히려 그녀에게 관심을 보이는 듯하다. 레미는 궁지에 몰리고 생물은 그녀에게 피자를 주려고 한다. 한편, 다크수트(에드워드 알버트)라는 이름으로만 알려진 군사 지도자가 이끄는 특수부대가 유독 가스로 학교를 훈증할 준비를 한다. 갇혀 있던 모든 인간들이 훈증에서 탈출한 후, 레미의 경우 영웅적인 클라스키의 도움으로, 뒤따르던 검사 팀은 생물이 최근에 벗어난 겉껍질을 발견하고, 나중에 클라스키의 훼손된 시체를 발견한다.
클라스키로 변장한 생물은 자신의 기본적인 목적을 달성하기 위해 레미의 안녕을 돌보고 있었던 것으로 보인다. 불행하게도, 레미의 아파트에서 긴장감 넘치는 상황에서 마침내 그들이 만났을 때, 그녀는 그것의 목을 베어버린다. 그러나 바퀴벌레는 머리 없이도 최대 2주까지 살 수 있기 때문에 그것은 죽지 않았고, 레미와 그녀와 함께 살고 있는 학생 중 한 명은 이 상황을 어떻게 처리해야 할지 고민하게 된다.

## 출연진
- 앨릭스 커롬제이 - 레미 패노스 역
- 에드워드 앨버트 - “다크슈츠” 역
- 브루누 캄푸스 - 클래스키 형사 역
- 윌 에스터스 - 니키 역
- 게이븐 E. 루커스 - 샐 어기리 역
- 존 폴리토 - 모리 디버 역
- 조디 우드 - 클레크널 형사 역
- 짐 오헤어 - 루 역
- 브라이언 레크너 - 제이슨 먼디 역
- 폴 슐지 - 필립 역
- 마이클 투치

## 기타 제작진
- 배역: 세라 캐츠먼
- 미술: 데버라 레이먼드, 도리언 버나키오
- 세트: 그레타 그리고리언
- 의상: 줄리아 슈클레어